# Коммуникация в целях развития
Коммуникация в целях развития (Communication for Development, C4D) — это многозначный термин, используемый для обозначения различных видов связи в развитом демократическом обществе.
Подход к коммуникации для развития (C4D) изменялся на протяжении многих лет. Эта концепция была разработана после Второй мировой войны в качестве инструмента для распространения идей. Изначально она использовалась для односторонней передачи информации от отправителя к получателю. Сейчас C4D включает в себя крупномасштабные кампании в СМИ, социальный маркетинг, распространение печатных материалов, «образование и развлечение», а также и межличностное общение: общение лицом к лицу, которое может осуществляться либо тет-а-тет, либо в небольших группах.
Таким образом, коммуникация для развития стала рассматриваться как способ усилить межличностную связь, содействовать эффективному участию и дальнейшим социальным изменениям. Всемирный конгресс 2006 года по коммуникации в целях развития определил C4D, как «социальный процесс, основанный на диалоге с использованием широкого спектра инструментов и методов. Его задача также способствовать положительным изменениям на различных уровнях, включая укрепления доверия, обмен знаниями и навыками, сплочение коллектива, конструктивные дискуссии и практическое применение навыков». С4D также включает в себя общественные слушания, дебаты, обсуждения и консультаций с заинтересованными сторонами, радио- и теле-трансляции, веб-форумы.
Коммуникация в целях развития охватывает доступ к информации и обмен информацией, открытый диалог, формирование знаний и открытого доступа к знаниям, общение, развитие стратегических коммуникаций, СМИ, информационную и коммуникационную инфраструктуру и технологии.
C4D признает, что коммуникационные процессы часто отражают настроения правящих кругов и поэтому стремится воспитать гражданское общество и воодушевить людей принимать участие в коммуникации, участвовать в переговорах и дебатах, чтобы влиять на принятие тех или иных инициатив, отражающихся на их жизни.

## Понятие и определение коммуникации в целях развития
Коммуникация в целях развития — это использование различных видов коммуникации с целью содействия социальному развитию. Она вовлекает правящие элиты и политиков, способствует установлению благоприятной окружающей среды, оценивает риски и возможности и способствует обмену информацией, чтобы добиться позитивных социальных изменений с помощью устойчивого развития. Методы развития коммуникации включают распространение информации и знаний, социальный маркетинг, социальную мобилизацию, медиа-пропаганду, коммуникацию для социальных изменений и вовлечение общественности.
Коммуникация в целях развития была названа "Пятой теорией печати, " с «социальной трансформацией и развитием» и «осуществлением основных потребностей» в качестве её первоначальных целей Джеймсом Дж. Ф., сформулировавшим её философию в трёх основных принципах: целенаправленность, обоснованность, прагматичность. Нора Квебрал расширила этот термин, определив как «искусство и наука о человеческой коммуникации, цель которых — вывести государство и народные массы из нищеты и запустить динамическое развитие экономики, которое сделает возможным социальное равенство и полное использование человеческого потенциала». Эрскин Чайлдерс определил: «…коммуникация в целях развития — это дисциплина планирования развития и реализации, в которой в более адекватной мере учитываются поведенческие факторы человека в разработке проектов в области развития и их целей».
Недавно появилось более всеохватывающее определение для коммуникации в целях развития: «…искусство и наука о человеческой коммуникации, связанной с запланированным преобразованием общества из состояния бедности в состояние динамического социально-экономического роста, который нужен для большего равенства и реализации потенциала индивидуумов».
По данным World Bank, коммуникация для развития является «интеграцией стратегических коммуникаций в проектах развития» на основе четкого понимания местных реалий. Кроме того, ЮНИСЕФ рассматривает её как: «… двусторонний процесс обмена идеями и знаниями с использованием различных средств связи и подходов, позволяющих отдельным лицам и общинам принять меры для улучшения их жизни».
Термин «коммуникация в целях развития» иногда также используется для обозначения разновидности маркетинга и исследований общественного мнения.

## Концепция коммуникации в целях развития (C4D)
Коммуникация в целях развития основывается на четырёх основных принципах:
- Com4Prom: Коммуникация по содействию способствует оказанию помощи с целью развития странам-донорам, чтобы объяснить, как и на что используются ресурсы
- Com4Imple: Коммуникация по реализации содействует осуществлению помощи развивающимся странам, разъясняя суть программ развития местному населению
- Com4Power: Коммуникация для расширения возможностей даёт властные полномочия местным жителям, чтобы отчитаться об осуществлении помощи, получаемой ими от стран-доноров
- Com4Coord: Коммуникация для координации позволяет донорским организациям координировать их деятельность в глобальном масштабе с помощью ряда координационных инструментов и правил

Содействие сотрудничеству в целях развития в странах-донорах нацелено объяснить, как и почему расходуются в развивающихся странах выделенные благотворительными организациями средства. Коммуникация рассчитана на две аудитории: общественность, обеспокоенную общими аспектами развития и индивидуумов, обеспокоенных техническими аспектами.
Коммуникационные стратеги, в чьи обязанности входит продвижение общих аспектов развития среди жителей стран-доноров, считают, что коммуникация по содействию требует «серьёзных» форматов, чтобы донести информацию до целевых аудиторий, и необходима помощь высококвалифицированных журналистов и режиссёров документальных фильмов. Однако документальные фильмы, даже если они сняты по лучшим стандартам и содержат интересную информацию, часто квалифицируются как «скучные» и ставятся в самые неудачные часы в сетке вещания телевизионных каналов (в ночное время в будние дни или в самое раннее время в выходные), из-за чего они не достигают своих адресатов.
Тем не менее, коммуникация с целью развития старается вовлекать всё больше активных граждан, привлекает некоммерческие организации, лоббирующие выделение средств из бюджета на развитие корпоративных программ социальной ответственности.